# Альфа Кронбаха
Тау-еквівалентна надійність ({\displaystyle {\rho }_{T}}) — коефіцієнт надійності тесту з одноразовим застосуванням (тобто надійність осіб над предметами, які мають фіксований випадок), коефіцієнт, який зазвичай називають альфа або коефіцієнт альфа Кронбаха. {\displaystyle {\rho }_{T}} є найвідомішим і найчастіше використовується серед коефіцієнтів надійності, але останні дослідження рекомендують не використовувати його беззастережно. Коефіцієнти надійності на основі моделювання структурних рівнянь часто рекомендуються як його альтернатива.

## Формула та розрахунок

### Систематична та звичайна формула
Значенням {\displaystyle X_{i}} позначають спостережуваний бал предмета {\displaystyle i} і {\displaystyle X(=X_{1}+X_{2}+\cdots +X_{k})} позначають суму всіх предметів тесту, що складається з {\displaystyle k} предметів. Значенням {\displaystyle \sigma _{ij}} позначають коваріацію між {\displaystyle X_{i}} і {\displaystyle X_{j}}, {\displaystyle \sigma _{i}^{2}(=\sigma _{ii})} позначають дисперсію {\displaystyle X_{i}}, і {\displaystyle \sigma _{X}^{2}} позначають дисперсію {\displaystyle X} . {\displaystyle \sigma _{X}^{2}} складається з варіацій елементів та міжпозиційних коваріацій. Це є, {\displaystyle \sigma _{X}^{2}=\sum _{i=1}^{k}\sum _{j=1}^{k}\sigma _{ij}=\sum _{i=1}^{k}\sigma _{i}^{2}+\sum _{i=1}^{k}\sum _{j\neq {i}}^{k}\sigma _{ij}} . Значенням {\displaystyle {\overline {\sigma _{ij}}}} позначають середнє значення міжпозиційних коваріацій. Це є, {\displaystyle {\overline {\sigma _{ij}}}={\sum _{i=1}^{k}\sum _{j\neq {i}}^{k}\sigma _{ij} \over k(k-1)}} .
{\displaystyle {\rho }_{T}} «систематизовано» формулою: > {\displaystyle \rho _{T}={k^{2}{\overline {\sigma _{ij}}} \over \sigma _{X}^{2}}} . Більш часто використовується більш важка для розуміння версія формули {\displaystyle {\rho }_{T}={{k} \over {k-1}}\left(1-{{\sum _{i=1}^{k}\sigma _{i}^{2}} \over {\sigma _{X}^{2}}}\right)} .

### Приклад розрахунку

#### При застосуванні до відповідних даних
{\displaystyle {\rho }_{T}} застосовується до наступних даних, які задовольняють умові бути тау-еквівалентом.
|                       | {\displaystyle X_{1}} | {\displaystyle X_{2}} | {\displaystyle X_{3}} | {\displaystyle X_{4}} |
| --------------------- | --------------------- | --------------------- | --------------------- | --------------------- |
| {\displaystyle X_{1}} | {\displaystyle 10}    | {\displaystyle 6}     | {\displaystyle 6}     | {\displaystyle 6}     |
| {\displaystyle X_{2}} | {\displaystyle 6}     | {\displaystyle 11}    | {\displaystyle 6}     | {\displaystyle 6}     |
| {\displaystyle X_{3}} | {\displaystyle 6}     | {\displaystyle 6}     | {\displaystyle 12}    | {\displaystyle 6}     |
| {\displaystyle X_{4}} | {\displaystyle 6}     | {\displaystyle 6}     | {\displaystyle 6}     | {\displaystyle 13}    |

{\displaystyle k=4}, {\displaystyle {\overline {\sigma _{ij}}}=6} ,
{\displaystyle \sigma _{X}^{2}=\sum _{i=1}^{k}\sigma _{i}^{2}+\sum _{i=1}^{k}\sum _{j\neq {i}}^{k}\sigma _{ij}=(10+11+12+13)+4*(4-1)*6=118} ,
та {\displaystyle \rho _{T}={4^{2}*6 \over 118}=.8135}.

#### При застосуванні до невідповідних даних
{\displaystyle {\rho }_{T}} застосовується до наступних даних, які не відповідають умові бути тау-еквівалентом.
|                       | {\displaystyle X_{1}} | {\displaystyle X_{2}} | {\displaystyle X_{3}} | {\displaystyle X_{4}} |
| --------------------- | --------------------- | --------------------- | --------------------- | --------------------- |
| {\displaystyle X_{1}} | {\displaystyle 10}    | {\displaystyle 4}     | {\displaystyle 5}     | {\displaystyle 7}     |
| {\displaystyle X_{2}} | {\displaystyle 4}     | {\displaystyle 11}    | {\displaystyle 6}     | {\displaystyle 8}     |
| {\displaystyle X_{3}} | {\displaystyle 5}     | {\displaystyle 6}     | {\displaystyle 12}    | {\displaystyle 9}     |
| {\displaystyle X_{4}} | {\displaystyle 7}     | {\displaystyle 8}     | {\displaystyle 9}     | {\displaystyle 13}    |

{\displaystyle k=4}, {\displaystyle {\overline {\sigma _{ij}}}=(4+5+6+7+8+9)/6=6.5} ,
{\displaystyle \sigma _{X}^{2}=(10+11+12+13)+2*(4+5+6+7+8+9)=124} ,
і {\displaystyle \rho _{T}={4^{2}*6.5 \over 124}=.8387} .
Порівняйте це значення зі значенням застосування конгенеріальної надійності до одних і тих же даних.

## Передумови використання тау-еквівалентної надійності
Для використання {\displaystyle {\rho }_{T}} як коефіцієнт надійності, дані повинні відповідати наступним умовам.
1) Невимірність
2) (істотна) тау-еквівалентність
3) Незалежність від помилок

#### Умови бути паралельними, тау-еквівалентними та конгенеричними

##### Паралельна умова
У ході досліджень паралельні дані мають рівні міжрядкові коваріації (тобто недіагональні елементи матриці коваріації) та рівні дисперсії (тобто діагональні елементи матриці коваріації). Наприклад, наступні дані задовольняють паралельній умові. У паралельних даних, навіть якщо замість коваріаційної матриці використовується матриця кореляції, відсутня втрата інформації. Усі паралельні дані також є еквівалентними тау, але зворотне не відповідає дійсності. Тобто серед трьох умов паралельну умову найважче виконати.
|                       | {\displaystyle X_{1}} | {\displaystyle X_{2}} | {\displaystyle X_{3}} | {\displaystyle X_{4}} |
| --------------------- | --------------------- | --------------------- | --------------------- | --------------------- |
| {\displaystyle X_{1}} | {\displaystyle 10}    | {\displaystyle 6}     | {\displaystyle 6}     | {\displaystyle 6}     |
| {\displaystyle X_{2}} | {\displaystyle 6}     | {\displaystyle 10}    | {\displaystyle 6}     | {\displaystyle 6}     |
| {\displaystyle X_{3}} | {\displaystyle 6}     | {\displaystyle 6}     | {\displaystyle 10}    | {\displaystyle 6}     |
| {\displaystyle X_{4}} | {\displaystyle 6}     | {\displaystyle 6}     | {\displaystyle 6}     | {\displaystyle 10}    |

##### Тау-еквівалентна умова

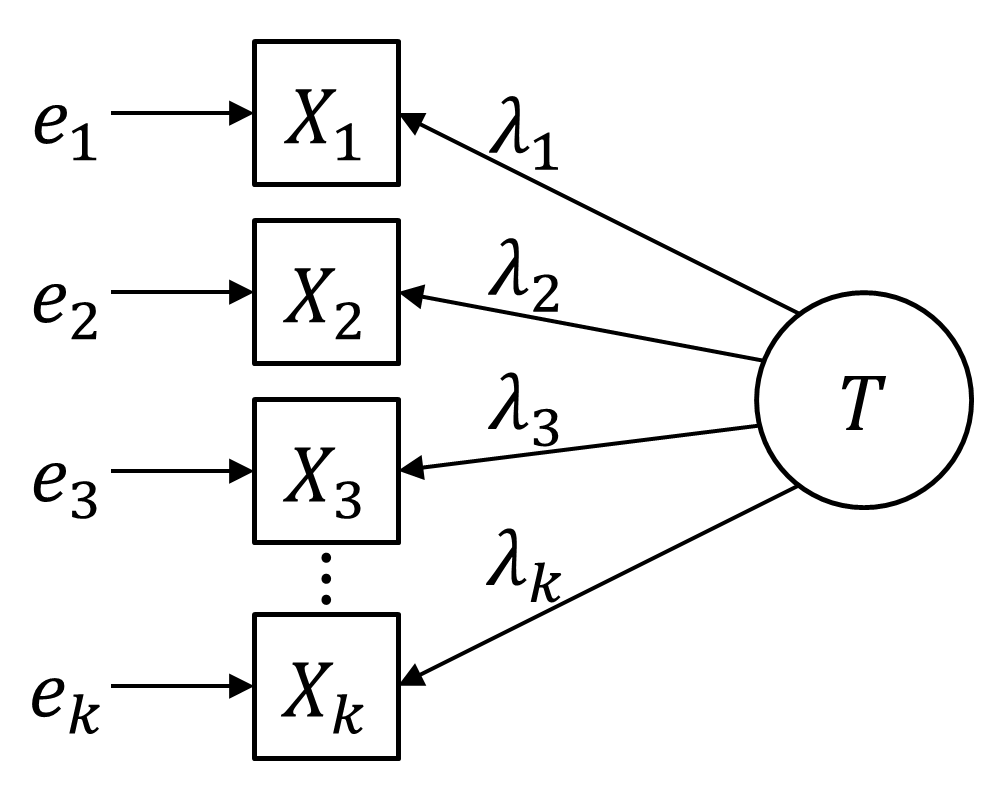
Тау-еквівалентна модель вимірювання — це особливий випадок моделі вимірювання, яка передбачає, що всі факторні навантаження однакові, тобто

Від самого початку, дані тау-еквівалента мають рівні коваріації, але їх відхилення можуть мати різні значення. Наприклад, наступні дані задовольняють умові бути тау-еквівалентом. Усі пункти, що містяться в тау-еквівалентних даних, мають однакову дискримінацію або важливість. Усі тау-еквівалентні дані також є спільними, але зворотне не відповідає дійсності.
|                       | {\displaystyle X_{1}} | {\displaystyle X_{2}} | {\displaystyle X_{3}} | {\displaystyle X_{4}} |
| --------------------- | --------------------- | --------------------- | --------------------- | --------------------- |
| {\displaystyle X_{1}} | {\displaystyle 10}    | {\displaystyle 6}     | {\displaystyle 6}     | {\displaystyle 6}     |
| {\displaystyle X_{2}} | {\displaystyle 6}     | {\displaystyle 12}    | {\displaystyle 6}     | {\displaystyle 6}     |
| {\displaystyle X_{3}} | {\displaystyle 6}     | {\displaystyle 6}     | {\displaystyle 9}     | {\displaystyle 6}     |
| {\displaystyle X_{4}} | {\displaystyle 6}     | {\displaystyle 6}     | {\displaystyle 6}     | {\displaystyle 10}    |

##### Початковий стан

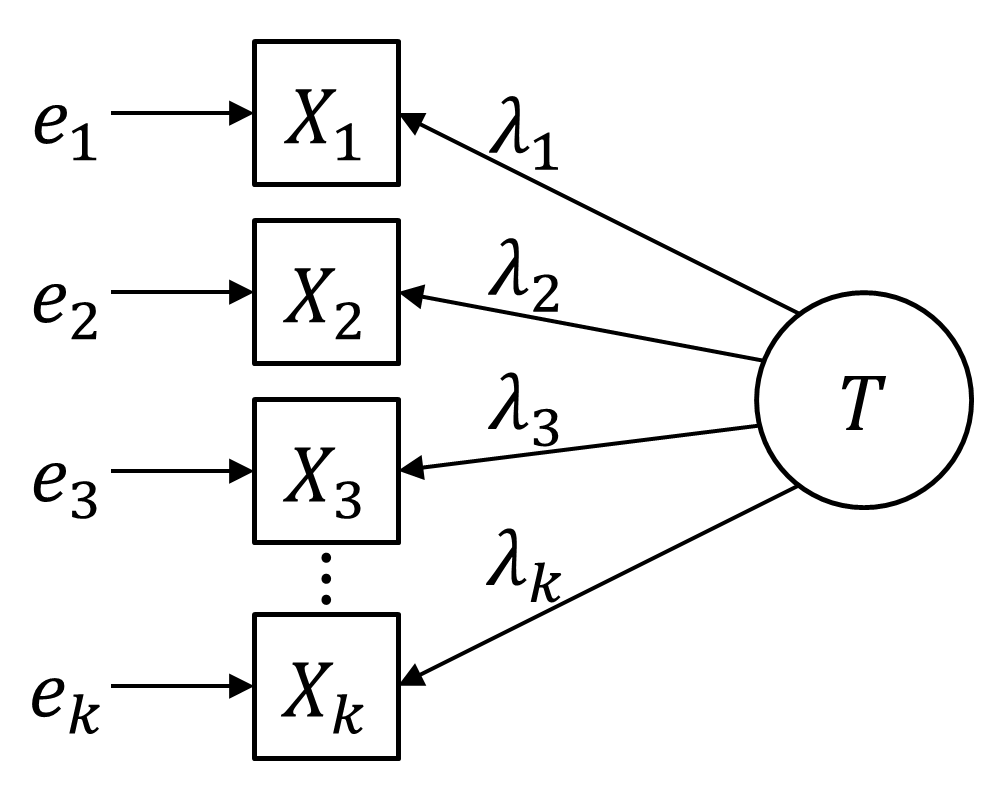
Сумірна модель вимірювання

На рівні популяції конгенеричні дані не повинні мати рівних варіацій або коваріацій, за умови, що вони неоднакові. Наприклад, наведені нижче дані можуть бути на початковому етапі. Усі елементи, що знаходяться в загальних даних, можуть мати різну дискримінацію або значення.
|                       | {\displaystyle X_{1}} | {\displaystyle X_{2}} | {\displaystyle X_{3}} | {\displaystyle X_{4}} |
| --------------------- | --------------------- | --------------------- | --------------------- | --------------------- |
| {\displaystyle X_{1}} | {\displaystyle 5}     | {\displaystyle 4}     | {\displaystyle 3}     | {\displaystyle 2}     |
| {\displaystyle X_{2}} | {\displaystyle 4}     | {\displaystyle 20}    | {\displaystyle 12}    | {\displaystyle 8}     |
| {\displaystyle X_{3}} | {\displaystyle 3}     | {\displaystyle 12}    | {\displaystyle 13}    | {\displaystyle 6}     |
| {\displaystyle X_{4}} | {\displaystyle 2}     | {\displaystyle 8}     | {\displaystyle 6}     | {\displaystyle 8}     |

## Зв'язок з іншими коефіцієнтами надійності

### Класифікація коефіцієнтів надійності одноразового застосування

#### Звичайні назви
Існують численні коефіцієнти надійності. Серед них умовні назви коефіцієнтів надійності, які пов'язані та часто використовуються, узагальнені так:
|                | Split-half                                                                                      | Невимірний | Багатовимірність |
| -------------- | ----------------------------------------------------------------------------------------------- | --- | --- |
| Паралельний    | Формула Спірмена-Брауна                                                                         | Стандартизований {\displaystyle \alpha } | (Без умовної назви)                                                                                                   |
| Тау-еквівалент | Формула Фланагана Формула Рулона Формула Фланагана-Рулона Ґуттмана {\displaystyle \lambda _{4}} | Кронбах {\displaystyle \alpha } коефіцієнт {\displaystyle \alpha } Ґуттмана {\displaystyle \lambda _{3}} KR-20 Надійність Хойт                                 | Стратифікований {\displaystyle \alpha }                                                                               |
| Породжене      | Коефіцієнт Ангоффа-Фельдта Коефіцієнт Раджу (1970)                                              | композитна надійність побудувати надійність спільна надійність коефіцієнт {\displaystyle \omega } одновимірний {\displaystyle \omega } Коефіцієнт Раджу (1977) | коефіцієнт {\displaystyle \omega } всього MdDonald's {\displaystyle \omega } багатовимірність {\displaystyle \omega } |

Поєднання назв рядків і стовпців дає передумови для відповідного коефіцієнта надійності. Наприклад, Кронбах {\displaystyle \alpha } і Гуттмана {\displaystyle \lambda _{3}} — коефіцієнти надійності, отримані за умови одновимірності та тау-еквівалента.

#### Систематичні назви
Звичайні назви невпорядковані та несистемні. Звичайні назви не дають інформації про природу кожного коефіцієнта або не вводять в оману інформації (наприклад, про складову надійність). Звичайні назви непослідовні. Одні — формули, а інші — коефіцієнти. Деякі названі на честь оригінального розробника, деякі названі на честь того, хто не є оригінальним розробником, а інші не містять імені будь-якої людини. У той час як одна формула посилається на кілька імен, на кілька формул посилається одне позначення (наприклад, альфа та омега). Запропоновані систематичні назви та їх позначення для цих коефіцієнтів надійності такі:
|                | Спліт-половина                                                              | Невимірний                                              | Багатовимірність |
| -------------- | --------------------------------------------------------------------------- | ------------------------------------------------------- | --- |
| Паралельний    | роздільна половина паралельної надійності ({\displaystyle \rho _{SP}})      | паралельна надійність ({\displaystyle \rho _{P}})       | багатовимірна паралельна надійність ({\displaystyle \rho _{MP}}) |
| Тау-еквівалент | роздільна половина тау-еквівалентна надійність ({\displaystyle \rho _{ST}}) | tau-еквівалентна надійність ({\displaystyle \rho _{T}}) | багатовимірна тау-еквівалентна надійність ({\displaystyle \rho _{MT}}) |
| Породжене      | конгенерична надійність з розділеною половиною ({\displaystyle \rho _{SC}}) | вроджена надійність ({\displaystyle \rho _{C}})         | Біфакторна модель Надійність біфактора ({\displaystyle \rho _{BF}}) Факторна модель другого порядку Фактор надійності другого порядку ({\displaystyle \rho _{SOF}}) Корельована факторна модель Відповідність коефіцієнта надійності ({\displaystyle \rho _{CF}}) |

### Зв'язок з паралельною надійністю
{\displaystyle \rho _{T}} часто називають коефіцієнтом альфа і {\displaystyle \rho _{P}} часто називають стандартизованою альфа. Через стандартизований модифікатор {\displaystyle \rho _{P}} часто помиляється за більш стандартну версію, ніж {\displaystyle \rho _{T}} . Немає історичної підстави, на яку можна посилатися {\displaystyle \rho _{P}} як стандартизована альфа. Кронбах (1951) не називав цей коефіцієнт альфа, і не рекомендував його використовувати. {\displaystyle \rho _{P}} рідко використовувався до 1970-х років. Використання {\displaystyle \rho _{P}} не рекомендується, оскільки паралельну умову важко виконати в реальних даних.

### Зв'язок з роздільною половиною тау-еквівалентної надійності
{\displaystyle \rho _{T}} дорівнює середньому значенню {\displaystyle \rho _{ST}} значення, отримані для всіх можливих розділених половин. Цей взаємозв'язок, доведений Кронбахом (1951), часто використовується для пояснення інтуїтивного значення {\displaystyle \rho _{T}}. Однак ця інтерпретація не відображає того, що {\displaystyle \rho _{ST}} недооцінює надійність при застосуванні до даних, які не є тау-рівнозначними. Максимум усіх можливих {\displaystyle \rho _{ST}} значення ближче до надійності, ніж середнє серед усіх можливих {\displaystyle \rho _{ST}} значення. Цей математичний факт був відомий ще до публікації Кронбаха (1951). Порівняльне дослідження повідомляє, що максимум {\displaystyle \rho _{ST}} є найбільш точним коефіцієнтом надійності.
Revelle (1979) відноситься до мінімуму всього можливого {\displaystyle \rho _{ST}} значення як коефіцієнт {\displaystyle \beta }, і рекомендує це {\displaystyle \beta } надає додаткову інформацію, яка {\displaystyle \rho _{T}} не.

### Взаємозв'язок з конгенеріальною надійністю
Якщо припущення про одновимірність та тау-еквівалентності виконуються, {\displaystyle \rho _{T}} дорівнює {\displaystyle \rho _{C}} .
Якщо одновимірність задоволена, але тау-еквівалентність не задоволена, то {\displaystyle \rho _{T}} менше, ніж {\displaystyle \rho _{C}}.
{\displaystyle \rho _{C}} є найбільш часто використовуваним коефіцієнтом надійності після {\displaystyle \rho _{T}} . Користувачі, як правило, представляють і те, і інше, а не замінюють {\displaystyle \rho _{T}} {\displaystyle \rho _{C}}.
Дослідження в яких були представлені обидва коефіцієнта, повідомляє про це {\displaystyle \rho _{T}} на .02 менше, ніж {\displaystyle \rho _{C}} в середньому.

### Зв'язок з багатовимірними коефіцієнтами надійності таωT{\displaystyle \omega _{T}}
Якщо {\displaystyle \rho _{T}} застосовується до багатовимірних даних, його значення менше коефіцієнтів багатовимірної надійності і більше, ніж {\displaystyle \omega _{T}} .

### Зв'язок із співвідношенням між класом
{\displaystyle \rho _{T}} дорівнює версії посиленої консистенції коефіцієнта кореляції внутрішньокласового рівня, який зазвичай використовується в спостережних дослідженнях. Але це лише умовно. Щодо дисперсійних компонентів, ця умова стосується вибірки предмета: якщо і лише тоді, коли значення елемента (у випадку рейтингу) дисперсійної складової дорівнює нулю. Якщо цей дисперсійний компонент негативний, {\displaystyle \rho _{T}} буде недооцінювати посилений коефіцієнт кореляції в межах класу ; якщо цей дисперсійний компонент позитивний, {\displaystyle \rho _{T}} переоцінить цей посилений коефіцієнт кореляції внутрішньокласного типу.

## Історія[10]

### До 1937 року
{\displaystyle \rho _{SP}} був єдиним відомим коефіцієнтом надійності. Проблема полягала в тому, що оцінки надійності залежали від того, як елементи були розділені навпіл (наприклад, непарні / парні або спереду / ззаду). Критика висловлювалася проти цієї недостовірності, але більше двох десятиліть науковці не могли дійти спільної думки.

### Кудер і Річардсон (1937)
Кудер та Річардсон (1937) розробили кілька коефіцієнтів надійності, які могли б подолати проблему {\displaystyle \rho _{SP}} . Вони не давали конкретних назв коефіцієнтам надійності. Рівняння 20 у їхній статті є {\displaystyle \rho _{T}} . Цю формулу часто називають формулою Кудера-Річардсона 20 або KR-20. Вони мали справу з випадками, коли спостережувані бали були дихотомічними (наприклад, правильними чи неправильними), тому вираз KR-20 дещо відрізняється від звичайної формули {\displaystyle \rho _{T}} . Огляд цього документу виявляє, що вони не представили загальної формули тому, що їм не потрібно, а не тому, що не могли. Дозволяє {\displaystyle p_{i}} позначають правильне співвідношення відповідей предмета {\displaystyle i}, і {\displaystyle q_{i}} позначають неправильне співвідношення відповідей предмета {\displaystyle i} ({\displaystyle p_{i}+q_{i}=1}). Формула KR-20 така. {\displaystyle {\rho }_{KR-20}={{k} \over {k-1}}\left(1-{{\sum _{i=1}^{k}p_{i}q_{i}} \over {\sigma _{X}^{2}}}\right)}
З тих пір {\displaystyle p_{i}q_{i}=\sigma _{i}^{2}}, КР-20 і {\displaystyle \rho _{T}} мають однакове значення.

### Між 1937 і 1951 роками

#### Дослідження загальної формуиу KR-20
Кудер і Річардсон (1937) висловили непотрібні припущення {\displaystyle \rho _{T}}. Проведено кілька досліджень {\displaystyle \rho _{T}} іншим способіом, ніж це робили Кудер та Річардсон (1937).
Hoyt (1941) похідний {\displaystyle \rho _{T}} за допомогою ANOVA (аналіз дисперсії). Кирила Хойта можна вважати першим розробником загальної формули КР-20, але він прямо не представив формулу {\displaystyle \rho _{T}}.
Перший вираз сучасної формули {\displaystyle \rho _{T}} з'являється у Джексона та Фергюсона (1941). Представлена ними версія наступна. Едгертон і Томпсон (1942) використовували ту саму версію. {\displaystyle {\rho }_{T}={{k} \over {k-1}}\left({\sigma _{X}^{2}-{\sum _{i=1}^{k}\sigma _{i}^{2}} \over {\sigma _{X}^{2}}}\right)}
Ґуттман (1945) вивів шість формул надійності, кожну з яких позначав {\displaystyle \lambda _{1},\cdots ,\lambda _{6}} . Луї Ґуттман довів, що всі ці формули завжди були меншими або рівними надійності, і виходячи з цих характеристик, він назвав ці формули «нижчими межами надійності». Ґуттмана {\displaystyle \lambda _{4}} є {\displaystyle \rho _{ST}}, і {\displaystyle \lambda _{3}} є {\displaystyle \rho _{T}} . Він це довів {\displaystyle \lambda _{2}} завжди більше або дорівнює {\displaystyle \lambda _{3}} (тобто точніше). У той час усі обчислення проводилися папером та олівцем, а з формули {\displaystyle \lambda _{3}} було простіше обчислити, він це згадав {\displaystyle \lambda _{3}} був корисний за певних умов. {\displaystyle \lambda _{3}={\rho }_{T}={{k} \over {k-1}}\left(1-{{\sum _{i=1}^{k}\sigma _{i}^{2}} \over {\sigma _{X}^{2}}}\right)}
Гулліксен (1950) дослідив {\displaystyle \rho _{T}} з меншою кількістю припущень, ніж попередні дослідження. Припущення, яке він використав, є суттєвою тау-еквівалентністю в сучасних умовах.

#### Визнання оригінальної формули та загальної формули KR-20 на той час
Дві формули були визнані абсолютно однаковими, і вираз загальної формули KR-20 не використовувався. Хойт пояснив, що його метод «дає точно такий же результат», як і KR-20. Джексон та Фергюсон констатували, що дві формули є «однаковими». — сказав Гуттман {\displaystyle \lambda _{3}} є «алгебраїчно ідентичним» KR-20 (с.275). Гулліксен також визнав, що дві формули є «однаковими».
Навіть дослідження, критичні щодо KR-20, не вказували на те, що оригінальну формулу KR-20 можна було застосувати лише до дихотомічних даних.

### Кронбах (1951)
Як і в попередніх дослідженнях, Кронбах (1951) винайшов інший метод отримання {\displaystyle \rho _{T}} . Його інтерпретація була інтуїтивно привабливішою, ніж у попередніх дослідженнях. Тобто він довів, що {\displaystyle \rho _{T}} дорівнює середньому {\displaystyle \rho _{ST}} значення, отримані для всіх можливих розділених половин. Він критикував те, що назва KR-20 була дивною, і запропонував нову назву, коефіцієнт альфа. Його підхід досяг величезного успіху. Однак він не лише опустив деякі ключові факти, але й дав неправильне пояснення.
По-перше, він позиціонував коефіцієнт альфа як загальну формулу KR-20, але опустив пояснення, що існуючі дослідження опублікували точно однакову формулу. Ті, хто читав лише Кронбаха (1951) без попередніх знань, можуть неправильно зрозуміти, що він першим розробив загальну формулу KR-20.
По-друге, він не пояснив, за якої умови {\displaystyle \rho _{T}} дорівнює надійності. Неексперти можуть помилково вважати {\displaystyle \rho _{T}} загальним коефіцієнтом надійності, який можна було використовувати для всіх даних незалежно від необхідних умов.
По-третє, він не пояснив, чому змінив своє ставлення до {\displaystyle \rho _{T}}. Зокрема, він не дав чіткої відповіді на проблему недооцінки {\displaystyle \rho _{T}}, яку він сам критикував.
По-четверте, він стверджував, що висока цінність {\displaystyle \rho _{T}} у демонстрації однорідності даних.

### Після 1951 року
Новік і Льюїс (1967) довели необхідну і достатню умову {\displaystyle \rho _{T}}, що дорівнює надійності і назвали його умовою бути по суті тау-еквівалентом.
Кронбах (1978) зазначав, що причина, по якій Кронбах (1951) отримала багато цитат, була «здебільшого тому, що [він] поставив фірмове найменування на загальний коефіцієнт». Він пояснив, що спочатку планував називати інші типи коефіцієнтів надійності (наприклад, надійність між рейтингами або надійність тестування для повторного тестування) грецькими буквами (наприклад, {\displaystyle \beta }, {\displaystyle \gamma }, {\displaystyle \ldots }), але згодом передумав.
Кронбах та Шавельсон (2004) спонукали читачів скоріше використовувати теорію узагальнення {\displaystyle \rho _{T}}. Вони виступали проти використання імені Кронбах альфа. Безпосередньо заперечували існування попередніх досліджень, які опублікували загальну формулу KR-20 до Кронбаха (1951).

## Виведення формули[1]
Припущення 1. Спостережуваний бал предмета складається з істинної оцінки предмета та помилки предмета, яка не залежить від істинної оцінки. {\displaystyle X_{i}=T_{i}+e_{i}}
Лема {\displaystyle Cov(T_{i},e_{i})=Cov(T_{i},e_{j})=0,\forall i\neq j}
Припущення 2. Помилки не залежать одна від одної. {\displaystyle Cov(e_{i},e_{j})=0,\forall i\neq j}
Припущення 3. (Припущення, що по суті є тау-еквівалентом) Справжній бал предмета складається з істинного бала, загального для всіх предметів, і константи елемента. {\displaystyle T_{i}=\mu _{i}+t}
Значенням {\displaystyle T} позначають суму пункту справжніх балів. {\displaystyle T=\sum _{i=1}^{k}T_{i}}
Дисперсія {\displaystyle T} називається справжньою дисперсією балів.
Визначення. Надійність — це відношення справжньої дисперсії балів до спостережуваної дисперсії балів. {\displaystyle \rho ={\sigma _{T}^{2} \over \sigma _{X}^{2}}}
З наведених припущень встановлюється наступне співвідношення.
{\displaystyle \sigma _{i}^{2}=Var(\mu _{i}+t+e_{i})=\sigma _{t}^{2}+\sigma _{e_{i}}^{2}(\because Var(\mu _{i})=Cov(t,e_{i})=Cov(\mu _{i},e_{i})=Cov(\mu _{i},t)=0)}
{\displaystyle \sigma _{ij}=Cov(T_{i}+e_{i},T_{j}+e_{j})=\sigma _{t}^{2}(\because Cov(T_{i},e_{j})=Cov(T_{j},e_{i})=Cov(e_{i},e_{j})=0)}
Тому матриця коваріації між елементами виглядає наступним чином.
|                         | {\displaystyle X_{1}}                               | {\displaystyle X_{2}}                               | {\displaystyle \ldots } | {\displaystyle X_{k}}                               |
| ----------------------- | --------------------------------------------------- | --------------------------------------------------- | ----------------------- | --------------------------------------------------- |
| {\displaystyle X_{1}}   | {\displaystyle \sigma _{t}^{2}+\sigma _{e_{1}}^{2}} | {\displaystyle \sigma _{t}^{2}}                     | {\displaystyle \ldots } | {\displaystyle \sigma _{t}^{2}}                     |
| {\displaystyle X_{2}}   | {\displaystyle \sigma _{t}^{2}}                     | {\displaystyle \sigma _{t}^{2}+\sigma _{e_{2}}^{2}} | {\displaystyle \ldots } | {\displaystyle \sigma _{t}^{2}}                     |
| {\displaystyle \vdots } | {\displaystyle \vdots }                             | {\displaystyle \vdots }                             | {\displaystyle \ddots } | {\displaystyle \vdots }                             |
| {\displaystyle X_{k}}   | {\displaystyle \sigma _{t}^{2}}                     | {\displaystyle \sigma _{t}^{2}}                     | {\displaystyle \ldots } | {\displaystyle \sigma _{t}^{2}+\sigma _{e_{k}}^{2}} |

Відповідно, {\displaystyle \sigma _{t}^{2}} дорівнює середній коваріації між предметами. Це є, {\displaystyle \sigma _{t}^{2}={\overline {\sigma _{ij}}}}
{\displaystyle \sigma _{T}^{2}=Var(\sum _{i=1}^{k}t)=k^{2}\sigma _{t}^{2}=k^{2}{\overline {\sigma _{ij}}}}
Значенням {\displaystyle \rho _{T}} позначають надійність при задоволенні зазначених вище припущень. {\displaystyle \rho _{T}} є:
{\displaystyle \rho _{T}={k^{2}{\overline {\sigma _{ij}}} \over \sigma _{X}^{2}}}